# Tameantsoa
Tameantsoa is een plaats en commune in het zuiden van Madagaskar, behorend tot het district Betioky Sud, dat gelegen is in de regio Atsimo-Andrefana. Tijdens een volkstelling in 2001 telde de plaats 3.950 inwoners. De plaats is gelegen aan de rivier Onilahy en ligt aan de Route nationale 10.
De plaats biedt alleen lager onderwijs aan. 60% van de bevolking werkt als landbouwer, 25% houdt zich bezig met veeteelt en 10% verdient zijn brood als visser. Het belangrijkste landbouwproduct zijn bonen; andere belangrijke producten zijn mais, zoete aardappelen en rijst. Verder is 5% actief in de dienstensector.